# Beypore
Beypore est une ville et un port situé dans l’État du Kerala au sud-ouest de l’Inde. En 2001, sa population est de 66 883 habitants.

## Source de la traduction
- (en) Cet article est partiellement ou en totalité issu de l’article de Wikipédia en anglais intitulé « Beypore » (voir la liste des auteurs).